# Њемачки рајх
Дојчес рајх (њем.  — „Њемачка држава/Њемачко царство”), био је званични назив њемачке националне државе од 1871. до 1945. године на њемачком језику. Рајх је постао схватљив на начин да њеног цјелокупни ауторитет и суверенитет произилази из континуираног јединства њемачког „националног народа”; док се тај ауторитет и суверенитет врши у било које вријеме над њемачком „државном територијом” са промјенљивим границама и обимом. Иако се уобичајено преводи као „Њемачко царство”, ријеч рајх (њем.  — „царство”) се може превести и као „држава” или „господарство”, и у оба смисла ријеч нема монархистичку конотацију. Ријеч кајзеррајх (њем. kaiserreich) означава царство са једним царем; отуда се Њемачко царство од 1871. до 1918. године назива Дојчес кајзеррајх у стандардним референтним радовима. Од 1943. до 1945. године, званични назив Њемачке постаје — али није и формално проглашен — Гросдојчес рајх (њем.  — „Великоњемачка држава”) због анектираних територија и укључувања већег броја Нијемаца у државну администрацију током Другог свјетског рата.
Историја националне државе познате као Њемачки рајх обично се дијели на три периода:
- Њемачко царство (1871—1918),
- Вајмарска република (1918—1933) и
- Нацистичка Њемачка (1933—1945).

Нацисти су за Њемачку под њиховом влашћу користили назив Трећи рајх, рачунајући Свето римско царство као први рајх, Њемачко царство као други, при томе игноришући Вајмарску републику.